# Evangelische Kirche (Gembeck)

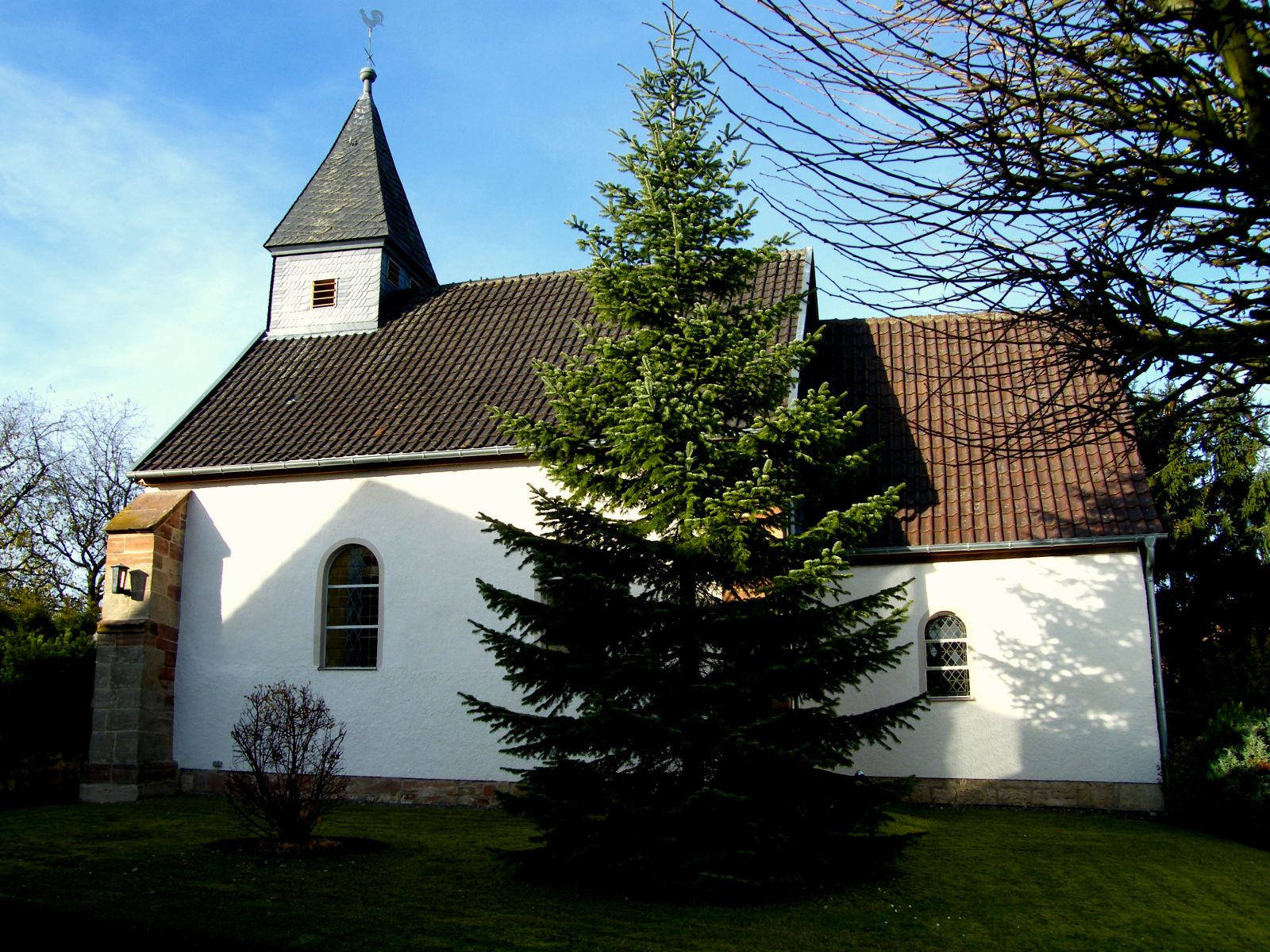
Evangelische Kirche (Gembeck)

Die Evangelische Kirche Gembeck ist ein denkmalgeschütztes Kirchengebäude, das im Ortsteil Gembeck der Gemeinde Twistetal im Landkreis Waldeck-Frankenberg (Hessen) steht. Die Kirchengemeinde gehört zum Kirchenkreis Twiste-Eisenberg im Sprengel Marburg der Evangelischen Kirche von Kurhessen-Waldeck.

## Beschreibung
Die um 1168 gebaute romanische Saalkirche hat ein kurzes Kirchenschiff und einen eingezogenen quadratischen Chor im Osten. 1457 und Mitte des 17. Jahrhunderts wurde die Kirche nach Beschädigungen restauriert. An der Südseite wurden 1888 an den Ecken des Kirchenschiffs Strebepfeiler angefügt. Aus dem Satteldach des Kirchenschiffs erhebt sich im Westen ein quadratischer schiefergedeckter Dachreiter, der mit einem Pyramidendach bedeckt ist. 
Der Innenraum ist mit einer Flachdecke überspannt, die auf zwei Unterzügen ruht und im Westen von Pfeilern gestützt wird. Die Ansätze des ehemaligen Gewölbes sind noch sichtbar. Die Kanzel stammt aus dem 17. Jahrhundert. 1957/58 wurde der Innenraum neu gestaltet. Die Orgel mit fünf Registern, einem Manual und einem angehängten Pedal wurde um 1850 vom Orgelbauer Jakob Vogt gebaut. Im Jahr 2019 wurde sie restauriert und um ein weiteres Register ergänzt.